# Њижни Кручов
Њижни Кручов (слч. Nižný Kručov) насељено је мјесто са административним статусом сеоске општине (слч. obec) у округу Вранов на Топлој, у Прешовском крају, Словачка Република.

## Становништво
| Година:    | 1994. | 2004.   | 2014.   | 2024.   |
| ---------- | ----- | ------- | ------- | ------- |
| Број људи: | 385   | 387     | 418     | 386     |
| Разлика:   |       | +0,51 % | +8,01 % | -7,65 % |

| Година:    | 2023. | 2024.   |
| ---------- | ----- | ------- |
| Број људи: | 391   | 386     |
| Разлика:   |       | -1,27 % |

Према подацима о броју становника из 2024. године насеље је имало 386 становника.